# Грэхем, Уильям
Уильям Эванс Грэхем (англ. William Evans Graham; 29 января 1886, Дублин — 5 сентября 1947, Дублин) — ирландский хоккеист на траве, левый полузащитник. Серебряный призёр летних Олимпийских игр 1908 года.

## Биография
Уильям Грэхем родился 29 января 1886 года в британском городе Дублин (сейчас в Ирландии).
Играл в хоккей за Кингстоунскую школу. Во взрослые годы трижды выигрывал Кубок Ирландии: один раз с «Палмерстауном» (1905), а после того как команда распалась, в 1907 году перешёл в «Монкстаун», где завоевал трофей ещё два раза (1910, 1914).
В 1908 году вошёл в состав сборной Ирландии по хоккею на траве на летних Олимпийских играх в Лондоне и завоевал серебряную медаль, которая пошла в зачёт Великобритании, в состав которой тогда входила Ирландия. Играл на позиции левого полузащитника, провёл 2 матча, мячей не забивал.
В 1907—1909 годах провёл 10 матчей за сборную Ирландии.
Был президентом «Монкстауна» в 1927—1936 годах. В сезоне-1933/34 был президентом Ирландского хоккейного союза.
Работал врачом.
Умер 5 сентября 1947 года в Дублине.